# Jatropha matacensis
Jatropha matacensis är en törelväxtart som beskrevs av Aldo Castellani. Jatropha matacensis ingår i släktet Jatropha och familjen törelväxter. Inga underarter finns listade i Catalogue of Life.